# Rocket in the Sky
Rocket in the Sky – trzeci singel, z drugiego albumu duetu Benassi Bros. – ...Phobia.

## Formaty i listy utworów singla
| Lp.       | Tytuł                            | Czas |
| --------- | -------------------------------- | ---- |
| CD-Single |                                  |      |
| 1.        | „Rocket in the Sky” (Radio Edit) | 3:56 |
| 2.        | „Rocket in the Sky” (Extended)   | 5:42 |
| 3.        | „Rocket in the Sky” (Club Mix)   | 6:29 |
| 4.        | „Rocket in the Sky” (Dub)        | 6:29 |

## Pozycje na listach
| Lista przebojów (2006) | Najwyższa pozycja |
| ---------------------- | ----------------- |
| France Singles Top 100 | 48                |